# Лексикографски завод Мирослав Крлежа
Лексикографски завод Мирослав Крлежа је хрватска национална лексикографска институција. Са седиштем у Загребу, првобитно је основан 1950 . године као национални лексикографски завод Социјалистичке Федеративне Републике Југославије. Преименована је по свом оснивачу, хрватском писцу Мирославу Крлежи, 1983. године.

## Историја
Завод је основан 1950. године као Лексикографски завод ФНРЈ а 1964. је преименован у Југословенски лексикографски завод(ЈЛЗ).
Његов оснивач и дугогодишњи директор био је писац Мирослав Крлежа, а главни уредник Мате Ујевић. Седиште је било у Загребу, са филијалама у Љубљани и Београду .
После Крлежине смрти 1981. године, завод је преименован у Југословенски лексикографски завод Мирослав Крлежа.
Након распада Југославије, 1991. године преименован је у садашње име и постаје национални лексикографски завод Хрватске, који се налази у улици Франкопана 26 у Загребу.

## Публикације
Институт запошљава бројне научнике у многим областима стручности и издаје опште и специфичне референтне радове, као и карте и путне водиче.
Неки од највећих енциклопедијских радова које је институт завршио или започео у свом југословенском периоду до 1991. године су:

## Издања
- Опћа енциклопедија (1. изд: 10 свезака, 1955-1964; 2. : 6 свезака, 1966-1969; 3. изд.: 8 свезака, 1977-1982)
- Енциклопедија Југославије (1. изд.: 8 свезака, 1955-1971; 2. изд.: 6 од 12 планираних свезака, 1980-1990)
- Поморска енциклопедија (8 свезака, 1954-1964)
- Енциклопедија ликовних умјетности (4 свеска, 1959-1966)
- Техничка енциклопедија (13 свезака, 1963-1997)
- Медицинска енциклопедија (6 свезака, 1967-1970)
- Шумарска енциклопедија (3 свеска, 1980-1987)
- Енциклопедија физичке културе
- Пољопривредна енциклопедија
- Ликовна енциклопедија Југославије
- Хрватски биографски лексикон (издаје се од 1983)
- Музичка енциклопедија
- Филмска енциклопедија (2 свеска, 1986-1990)
- Крлежијана (1993)
- Хрватска енциклопедија (1999-2009)
- Истарска енциклопедија (2005)
- Хрватска књижевна енциклопедија (2010-12)
- Енциклопедија Хрватског Загорја (2017)

## Лексикони:
- Лексикон југославенске музике (1984)
- Спортски лексикон
- Хрватски опћи лексикон
- Поморски лексикон
- Филмски лексикон
- Хрватски фрањевачки биографски лексикон
- Медицински лексикон
- Економски лексикон
- Ногометни лексикон
- Правни лексикон
- Филозофски лексикон
- Технички лексикон
- Загребачки лексикон
- Лексикон Марина Држића
- Лексикон Руђера Бошковића
- Лексикон Антуна Густава Матоша
- Туропољски лексикон

## Актуелни пројекти
Институт сада води неколико великих пројеката везаних за хрватски језик, историју и културу. Ови укључују:
- интернетско издање Хрватске енциклопедије у Хрватској енциклопедији
- Хрватски биографски лексикон (од 1975.)
- Хрватска техничка енциклопедија, са порталом хрватске техничке баштине